# Hardeknud
 Der er flere personer med dette navn, se Hardeknud (flertydig).
Hardeknud (Knud 3.) (1018 – 8. juni 1042) var søn af Knud den Store og Emma af Normandiet. Han var konge af Danmark 1035-1042 og af England 1035-1037 & 1040-1042. 
Ved Knud den Stores død i november 1035 var den syttenårige Hardeknud allerede blevet indsat som sin fars stedfortræder i Danmark. Der opholdt han sig også, da nyheden om faderens død nåede frem. Hardeknuds forældre havde allerede før hans fødsel nået til enighed om, at Hardeknud skulle efterfølge Knud (den Store) på Englands trone fremfor nogle af Knuds andre sønner, men da Hardeknud ved faderens død befandt sig i Danmark, valgte englænderne Hardeknuds ældre halvbror Harald Harefod til regent i Hardeknuds sted. Moderen Emma fik dog lov til at regere på Hardeknuds vegne i den sydlige del af England.
Samtidig havde nordmændene kastet det danske herredømme af sig og indsat den purunge Magnus som konge. Hardeknud kunne derfor frygte et angreb fra Norge og turde ikke forlade Danmark. Magnus og Hardeknud kom imidlertid overens og besluttede, at den længstlevende skulle arve både Danmark og Norge.
Imens arbejdede halvbroderen Harald Harefod for sine egne interesser, og i 1037 lykkedes det ham at få skubbet Emma til side som regent, og få sig selv valgt som konge af hele England efter at han havde nedkæmpet Hardeknuds tilhængere. Den samtidige Angelsaksiske Krønike skriver, at Hardeknud blev "forsaget, fordi han opholdt sig for længe i Danmark", og Harald Harefod havde ydermere en stærk hær i ryggen. Hardeknuds mor blev fordrevet til Flandern og Ærkebispen af Canterbury, der først vægrede sig ved at krone Harald gav til sidst efter i 1037, da Harald på det tidspunkt de facto sad inde med magten i landet.
Hardeknud blev rasende over halvbroderens forræderi, og ikke alle i England var glade for valget.
I 1039 følte Hardeknud sig imidlertid så sikker i sadlen, at han bød leding for at sejle til England og fravriste Harald Harefod kronen. Han sejlede først med 63 skibe til Brugge for at besøge sin mor, og mens han opholdt sig i Flandern, kom der bud fra England om, at Harald Harefod var død d. 17. marts 1040. 
Hardeknud blev straks tilbudt kronen, og han landede med sin flåde ved Sandwich d. 17. juni 1040. 
Ude af stand til at hævne sig på halvbroderen på anden vis lod han Haralds lig grave op og kaste i en mose, og Hardeknud giver indtryk af at savne sin fars ubestridelige format. Hans mest omtalte handling som konge af England var at hæve skatterne voldsomt for at betale sin flåde, og et oprør mod de høje skatter blev knust i byen Worcester, som på det nærmeste blev udslettet. Ligeledes blev byen Watford - i dag en forstad til London - grundlagt af Hardeknud, da han fik opført et fort der. Navnet stammer fra det danske "fort."
I 1041 inviterede den ugifte og barnløse Hardeknud sin halvbror (Emmas og Ethelreds søn) Edward hjem fra Normandiet og gjorde ham til sin arving. Året efter døde han (den 8. juni) vistnok under et bryllup. Den Angelsaksiske Krønike fortæller, at "han døde mens han stod med sin drik. Pludselig faldt han til jorden med voldsomme krampetrækninger". Nogle har gættet på at der måske var mere end vin i bægeret, men det er aldrig blevet bekræftet.
Hardeknud blev kun 23 eller 24 år. Krøniken skriver om ham, at "i hele sin kongetid udrettede han intet, der var en konge værdigt".
I 2015 fremkom der en teori om, at en mulig årsag til Hardeknuds dødsfald kunne være Brugadas syndrom.